# (991) McDonalda
(991) McDonalda és un asteroide del cinturó principal descobert el 24 d'octubre de 1922 per l'astrònom Otto Struve des de l'observatori Yerkes de Williams Bay, Estats Units.
Es va nombrar en honor de l'observatori McDonald (Texas, Estats Units), dit així en memòria del seu mecenes William Johnson McDonald (1844-1926).
(991) McDonalda forma part de la Família Temis.
S'estima que té un diàmetre de 31,41 ± 2,1 km. La seva distància mínima d'intersecció de l'òrbita terrestre és d'1,63149 ua.
Les observacions fotomètriques recollides d'aquest asteroide mostren una variació de lluentor de 11,12 de magnitud absoluta.